# Бисерский завод
Би́серский чугуноплави́льный и железоде́лательный заво́д — металлургический завод, основанный в 1780-х годах на реке Бисер, притоке Койвы. Существовал до 1926 года.

## История
Земля, на которой впоследствии строился завод, в 1763 году отошла по наследству к княгине Варваре Александровне Шаховской, дочери барона Александра Григорьевича Строганова. Необходимость строительства нового доменного завода была вызвана несоответствием мощностей доставшихся Шаховской доменных и молотовых заводов. Датой основания завода считается 1786 год. Указ Пермской казённой палаты о строительстве завода был издан 30 сентября 1787 года.
В 1787 году была сооружена плотина, 22 января 1788 года была запущена доменная печь. Были построены доменная и молотовая фабрики, оборудование состояло из 1 доменной печи, 1 кричного горна и 1 молота. Производительность доменной печи составляла 90—100 и более пудов чугуна в год. Передельные мощности были значительно ниже, поскольку завод сразу создавался преимущественно как чугуноплавильный для снабжения чугуном передельных заводов владелицы.
Выплавка чугуна колебалась от 75—75,5 тыс. пудов в год в 1796—1797 годах до 121,8—126,5 тыс. пудов в год в 1799 и 1806 годах. Производство железа составляло от 5 до 8 тыс. пудов в год. Обширная лесная дача обеспечивала завод древесным углём, рудной базой служили расположенные в заводской даче месторождения бурых железняков. Транспортировка заводских грузов осуществлялась речным транспортом. Выплавленный чугун доставлялся на Лысьвенский и частично на Юго-Камский заводы, принадлежавшие Шаховской.
В конце XVIII века на заводе функционировали 1 доменная печь, 1 кричный горн, 2 кричных молота, лесопильная мельница и кузница. За заводом были закреплены 169 крепостных мастеровых и работных людей, из которых на заводских работах было занято 110 человек. Для выполнения вспомогательных работ привлекались 790 крепостных крестьян заводовладелицы из ближних и дальних деревень.
В 1816—1864 годах заводом владела внучка княгини В. А. Шаховской Варвара Петровна Шаховская-Шувалова-Полье-Бутеро-Родали.

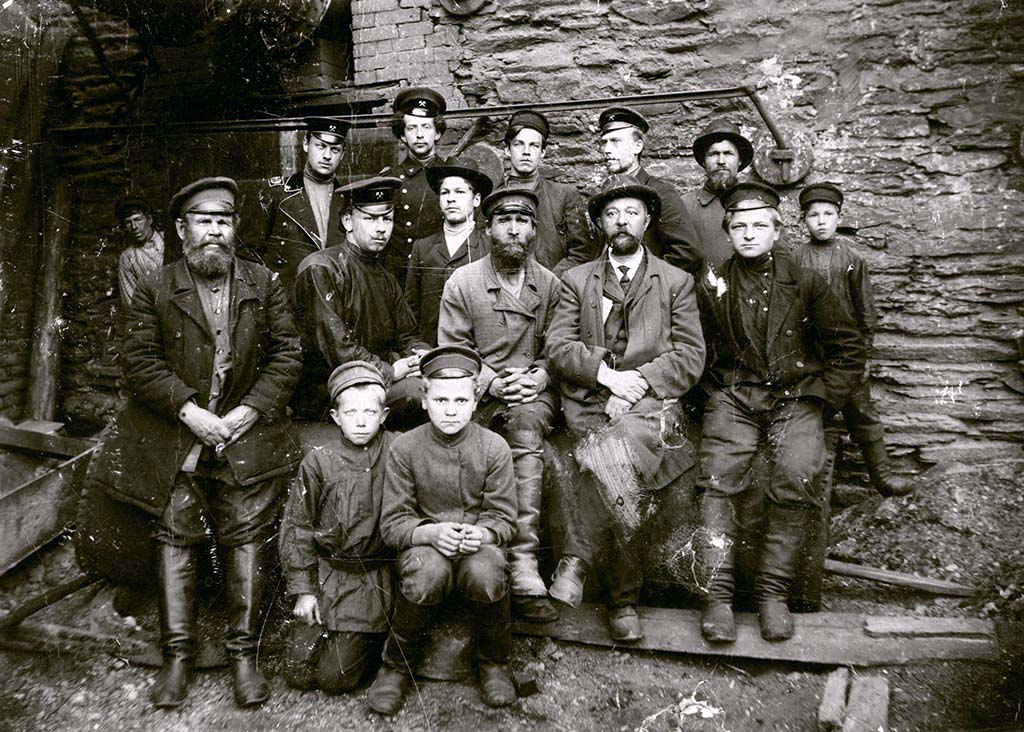
Революционер Ошвинцев М. К. (в центре верхнего ряда) с рабочими Бисерского завода

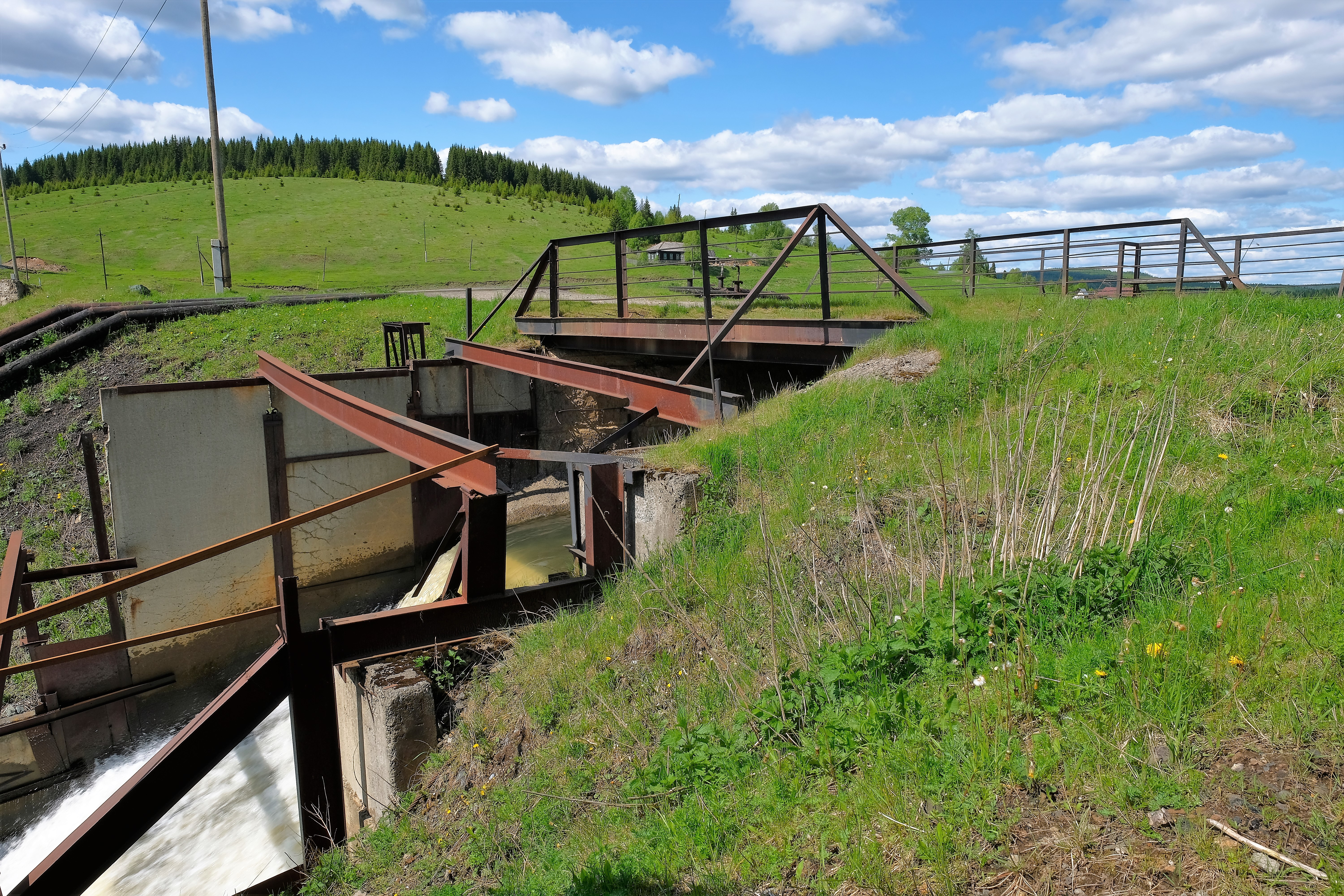
Плотина заводского пруда в 2020 году

С 1820 года стало расширяться железоделательное производство, были установлены дополнительные кричные горны и молоты. Во второй половине 1840-х годов были организованы литейное и пудлинговое производства. В 1847 году были установлены вагранка и пудлинговая печь, в дальнейшем число пудлинговых печей увеличено до трёх. К 1863 году на заводе действовали доменная печь, вагранка, 3 пудлинговых печи, 4 кричных горна, 3 расковочных и 2 обжимных молота, кузница с 4 ручными горнами, 3 водяных колеса общей мощностью в 90 лошадиных сил. В 1860 году выплавка чугуна составила 121,7 тыс. пудов; производство железа — 19,5 тыс. пудов, полосового железа — 12,9 тыс. пудов. В 1862 году — соответственно: 146,9 тыс. пудов, 17,6 тыс. пудов и 11,8 тыс. пудов.
С 1864 по 1898 год заводом владел сын Варвары Петровны от первого брака граф Пётр Павлович Шувалов. В конце 1860 — начале 1870-х годов было введено пудлингово-сварочное производство, установлены ещё одна пудлинговая печь и 2 сварочные печи, 2 паровые машины. Годовой выпуск полосового и сортового железа был увеличен до 30—40 тыс. пудов, изготовлялось до 1,7 тыс. пудов гвоздей и других железных изделий. Кричное производство было прекращено, горны демонтированы. В начале 1880-х годов на заводе было занято 500 рабочих (365 горнозаводских и 135 вспомогательных). Заводское клеймо в этот период представляло собой аббревиатуру «Б.З.Г.Ш.» — «Бисерский завод графа Шувалова».
Около 1871 года в доменной плавке Бисерского завода использовалась руда Качканарского месторождения с расположенной в 50 верстах от завода горы Качканар (около 30 тыс. пудов в год) в качестве добавки к местным бурым железнякам. Доменщики жаловались на тугоплавкость качканарской руды.
С 1881 года изготовление полосового и сортового железа было прекращено, а пудлинговое производство модернизировано. В 1891 году пудлинговое производство было также прекращено, и завод перешёл только на выпуск чугуна. В 1890-е годы была проведена реконструкция доменного производства. В 1900 году выплавка чугуна достигала 576 тыс. пудов, в 1914 году — 1032 тыс. пудов.
В годы Первой мировой войны завод обеспечивал своим чугуном выполнение военных заказов Лысьвенским заводом. Постановлением ВСНХ от 4 марта 1918 года завод был национализирован. Осенью 1918 года завод оказался в зоне боевых действий и был остановлен. Полностью был закрыт в 1926 году.